# Fullawaya ontarioensis
Fullawaya ontarioensis är en insektsart som beskrevs av Richards 1966. Fullawaya ontarioensis ingår i släktet Fullawaya och familjen långrörsbladlöss. Inga underarter finns listade i Catalogue of Life.